# 一江春水向東流 (1983年電視劇)
《一江春水向東流》（River of No Return）是香港亞洲電視製作的劇集，於1983年1月4日首播，共15集。本劇由賴水清監製，彭濟材擔任劇本編審，黎漢持、馬敏兒、曾偉權、阮佩珍等主演。本劇是黎漢持的代表作之一。

## 劇情簡介
1937年11月鎮江市，日軍進攻猛烈，張文韜 (黎漢持飾)和同窗好友尹正華 (曾偉權飾)經常四處宣揚愛國思想，父親擔心他從軍，著手安排他與指腹為婚的王小燕 (阮佩珍飾)成親，希望他能就此安定下來，但文韜對小燕只有兄妹之情，在阿華幫助下設法逃婚，想不到當晚日軍就闖入家中，強暴了來不及躲入地窖中的小燕，使小燕因此懷孕，變成左鄰右舍歧視的對象。
阿韜認為是自己害了小燕，仍認她為妻，願意照顧她和腹中的孩子。但他和阿華因緣際會救了被日軍追捕的游擊隊員，幫忙護送文件到南京時，適逢日軍攻城，難以回鄉，之後一同加入游擊隊，幾乎難以與家人見面。為了獲得日方更多情報，阿韜更奉隊長之命，以「知更鳥」的臥底身份，接近交通部長董維仁 （王偉飾）的愛女董頌詩 （馬敏兒飾），順利混入交通部，成為游擊隊欲殺之而後快的「叛徒」....

## 演員表
- 黎漢持 飾 張文韜
- 曾偉權 飾 尹正華
- 馬敏兒 飾 董頌詩
- 阮佩珍 飾 王小燕
- 容惠雯 飾 張文婷
- 李燕燕 飾 尹小晶
- 梁舜燕 飾 尹母
- 吳回 飾 陳長吉
- 王偉 飾 董維仁
- 盧敦 飾 張父
- 鮑漢琳 飾 尹澤賢
- 良鳴 飾 忠伯
- 黎萱 飾 張母
- 吳桐 飾 張叔父
- 徐意 飾 忠嬸
- 黃振球 飾 陳平
- 曹達華 飾 鎮江日司令
- 譚榮傑 飾 孫明
- 鄧德光 飾 馬基
- 余忠成 飾 馮強
- 熊德誠 飾 井上
- 蔡國慶 飾 田村五郎
- 甘山 飾 松本葵
- 陳東 飾 林震
- 孫季卿 飾 大隊長
- 羅雲 飾 副隊長
- 凌文海 飾 曹秘書
- 蕭山仁 飾 于豪
- 吳鳳萍 飾 阿珠
- 佘文炳 飾 客棧老闆
- 方富賢 飾 野口
- 黃一飛 飾 根

## 外部連結
- 一江春水向東流-百度百科